# Daudistel (Neuerburg)
Daudistel ist ein Weiler der Stadt Neuerburg im Eifelkreis Bitburg-Prüm in Rheinland-Pfalz.

## Geographische Lage
Daudistel liegt rund 3 km südlich von Neuerburg in einem Tal. Der Weiler ist hauptsächlich von Waldbestand umgeben sowie kleinen landwirtschaftlichen Nutzflächen im Westen. Durch Daudistel fließt die Enz und wenig östlich der Ansiedlung mündet der Kotzelsbach in die Enz.

## Geschichte
Zur genauen Entstehungsgeschichte des Weilers liegen keine Angaben vor. Bekannt ist jedoch, dass um das Jahr 1893 bereits eine Mühle an der Stelle des heutigen Ortes betrieben wurde. Auch eine Hofanlage im Weiler stammt aus dem frühen 19. Jahrhundert.

## Kultur und Sehenswürdigkeiten

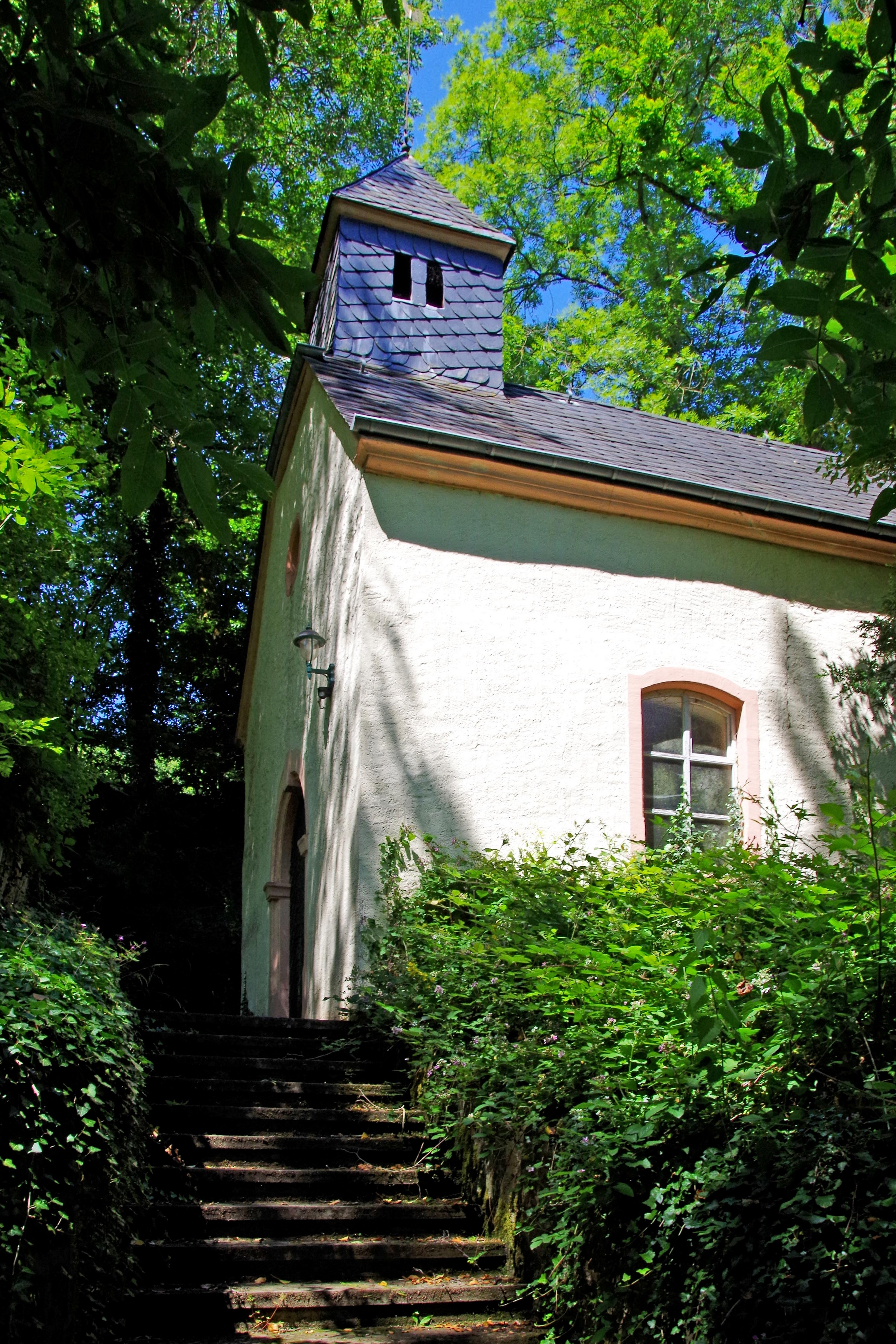
St. Quintinus

### Hofanlage
Sehenswert ist ein Streckhof aus dem frühen 19. Jahrhundert. Die Scheune ist mit 1818 (?) bezeichnet. Zudem gibt es einen eingeschossigen Pultdach-Anbau und ein in den nördlichen Hang gebautes Nebengebäude.

### Kapelle St. Quintinus
Bedeutend ist auch die Kapelle des Weilers. Es handelt sich um einen schlichten Saalbau mit Dachreiter aus dem Jahre 1676. Möglicherweise sind einige Bauteile noch älter. Die Kapelle war lange Zeit in privatem Besitz des Hofguts Daudistel. 1990 erfolgte eine Sanierung und die Kapelle ging in das Eigentum der Stadt Neuerburg über.
Siehe auch: Liste der Kulturdenkmäler in Neuerburg

### Naherholung
Die Stadt Neuerburg entwickelte insgesamt 9 Kurzwanderungen und 4 Langwanderungen. Die Strecke 6 verläuft unter anderem auch durch den Weiler Daudistel und kann in rund 2 Stunden bewandert werden. Alle Wanderrouten zeigen diverse Kulturdenkmäler der Stadt und bieten einige Aussichtspunkte über die Stadt und die Neuerburg.
In der Nähe von Daudistel befinden sich zwei Aussichtspunkte auf 448 und 460 m über NHN.

## Wirtschaft und Infrastruktur

### Unternehmen
In Daudistel ist ein Entwicklungsunternehmen für Bauprojekte ansässig.

### Verkehr
Es existiert eine regelmäßige Busverbindung.
Daudistel ist durch die Landesstraße 4 erschlossen und liegt rund 3,5 km nördlich der Bundesstraße 50.